# Locustelle fasciée
Helopsaltes fasciolatus
Espèce
Statut de conservation UICN

 LC  : Préoccupation mineure
La Locustelle fasciée (Helopsaltes fasciolatus) est une espèce de passereaux de la famille des Locustellidae, quelquefois encore classée dans celle des Sylviidae.

## Répartition
Cette espèce vit depuis l'est de la Sibérie à l'est jusqu'à l'île Sakhaline et la Corée. Elle hiverne en Asie du Sud-Est.

## Taxonomie
Avant la classification de référence du Congrès ornithologique international (version 8.2, 2018), l'espèce était rattachée au genre Locustella. Certaines références,, peuvent toujours la mentionner sous le nom Locustella fasciolata.